# Substantivität (Textilchemie)
Die Substantivität beschreibt das Aufziehvermögen eines Farbstoffs (oder Textilhilfsmittels) aus einem flüssigen Medium auf ein textiles Substrat sowie die Fixierung auf letzterem. Sie ist besonders bei der Textilfärbung von Cellulosefasern mit sog. substantiven Farbstoffen (Direktfarbstoffen) von Bedeutung. Dabei spielen vor allem Dipolkräfte, Van-der-Waals-Kräfte und Wasserstoffbrücken-Bindungen zwischen Farbstoffmolekülen und der Cellulose eine Rolle. Dadurch wird die Auswaschbarkeit des Farbstoffs aus dem gefärbten Textil deutlich vermindert, die Waschechtheit also verbessert.
Ein Maß für die Substantivität bei Färbetechniken von Textilien ist der Henrysche Verteilungskoeffizient H:
{\displaystyle {\text{H}}={\frac {\text{Masse Farbstoff auf der Faser}}{\text{Masse Farbstoff im Färbebad}}}}
Es gilt
- H > 60 %, hohe Substantivität und
- H < 40 %, niedrige Substantivität.

Die Färbetechnik des Ausziehverfahrens eignet sich besonders für Faser-Farbstoff-Kombinationen mit hoher Substantivität. Andererseits erschwert eine hohe Substantivität beim Klotz-Verfahren und beim Kontinue-Verfahren eine gleichmäßige Färbung der Textilien.